# مایک بایندر
مایک بیندر (انگلیسی: Mike Binder؛ زادهٔ ۲ ژوئن ۱۹۵۸) یک فیلم‌نامه‌نویس، هنرپیشه، کارگردان، و تهیه‌کننده اهل ایالات متحده آمریکا است.
از فیلم‌ها یا برنامه‌های تلویزیونی که وی در آن نقش داشته است می‌توان به گزارش اقلیت، رقیب، در معرض خشم اشاره کرد.